# Telmatactis stephensoni
Telmatactis stephensoni is een zeeanemonensoort uit de familie Isophelliidae.
Telmatactis stephensoni is voor het eerst wetenschappelijk beschreven door Carlgren in 1950.